# Синявская, Ольга Александровна
Ольга Александровна Синявская (1924—2006) — советский и российский врач-педиатр, учёный и педагог; доктор медицинских наук, профессор.
Автор более 300 научных работ, включая 3 монографии.

## Биография
Родилась 14 декабря 1924 года.
По окончании вуза в течение пятидесяти лет проработала в Свердловском государственном медицинском институте, где свыше тридцати лет заведовала кафедрой госпитальной педиатрии, ставшей впоследствии кафедрой детских болезней педиатрического факультета. В 1964—1968 годах, будучи доцентом, кандидатом медицинских наук, заведовала кафедрой пропедевтики детских болезней. В 1968 году защитила докторскую диссертацию на тему «Материалы по изучению этиологии, патогенеза, клиники и терапии экссудативного диатеза у детей».
Под руководством О. А. Синявской на кафедре были выполнены научно-исследовательские работы в плане кандидатских и докторских диссертаций по проблемам аллергических заболеваний, гастроэнтерологии, нефрологии, эндокринологии, иммунологии, дистрофии и анемии у детей раннего возраста, организации специализированной помощи детям. Всего под её руководством было защищено 30 кандидатских и 6 докторских диссертаций.
Совместная научная и практическая деятельность учёных-педиатров Уральского мединститута нашла отражение в совершенствовании организации специализированной помощи детям с аллергодерматозами на Урале и в стране. По подобию Свердловского специализированного центра для детей с аллергодерматозами были организованы аналогичные центры в Новосибирске, Твери, Калининграде, Мурманске, Норильске, Владивостоке, Иркутске.
Ольга Синявская являлась членом редколлегии журнала «Вестник педиатра», принимала участие в съездах, конгрессах, конференциях по проблемам детского возраста, в том числе международных. Она читала лекции и проводила практические занятия — делилась своими знаниями со студентами и молодыми учёными. Была деканом педиатрического факультета, в течение многих лет являлась председателем диссертационного совета по педиатрии и
кардиологии, председателем проблемной комиссии по педиатрии, а также председателем общества детских врачей.
Ольге Александровне Синявской было присвоено почётное звание «Заслуженный деятель науки РСФСР», награждена орденом Трудового Красного Знамени, медалями, в числе которых «За трудовое отличие».
Умерла 23 февраля 2006 года в Екатеринбурге. Похоронена на Восточном кладбище.
11 декабря в Свердловской Областной детской клинической больнице № 1 была торжественно открыта мемориальная доска, приуроченная к 90-летию со дня рождения О. А. Синявской.